# 石枚冬青
石枚冬青（学名：Ilex shimeica）是冬青科冬青属的植物，为中国的特有植物。分布于中国大陆的海南等地，生长于海拔10米的地区，常生长在滨海砂地，目前已由人工引种栽培。